# KeyEast
KeyEast (hangul: 키이스트, estilizado como KEYEAST) é uma agência de gestão fundada pelo ator Bae Yong-joon.

## História
- 8 de outubro de 1996 - Tuneboom Korea Co., Ltd. (한국툰붐 주식회사) foi estabelecido.
- Novembro de 2003 - Tuneboom Korea foi listado no KOSDAQ.
- Junho de 2004 - Tuneboom Korea muda o nome da empresa para Auto Wintech Inc. (오토윈테크 주식회사).
- Março de 2006 - Auto Wintech muda novamente seu nome para, KeyEast Co., Ltd. (주식회사 키이스트).
- Julho de 2006 - KeyEast adquire BOF Corp. (주식회사 비오 에프) e tornou-se uma subsidiária.
- Fevereiro de 2008 - KeyEast avança para o Japão, formando a BOF Entertainment.
- Junho de 2008 - KeyEast organizou um evento premium para The Legend no Osaka Dome.
- Agosto de 2008 - KeyEast abre o portal de entretenimento japonês  BOFI .
- Janeiro de 2009 - KeyEast e JYP Entertainment estabeleceram um empreendimento conjunto, Holyim.
- Maio de 2009 - KeyEast adquire a empresa japonesa Digital Adventure Inc. (株式会社デジタルアドベンチャー) (TYO: 4772) e fez de uma empresa afiliada.
- Janeiro de 2010 - KeyEast e BOF Corp. fundem-se em uma empresa, com a KeyEast como entidade sobrevivente.
- Dezembro de 2010 - KeyEast entra na indústria de produção de televisão através do drama coreano Dream High.[1]
- Julho de 2012 - KeyEast avança para China.[2]

## Artistas

### Atores
- Ahn So-hee (2015-presente)
- Bae Yong-joon (fundador)
- Baek Shin-ji
- Chun Min-hee
- Han Bo-reum
- Han Do-woo
- Han Jong-young
- Han Kang-il
- Han Ye-seul (2014-presente)
- Hong Ji-Yoon
- In Gyo-jin (2015-presente)
- Ji So-yeon
- Jin Hye-won (2015-presente)
- Jo An (2013-presente)
- Jo Sun-gi
- Jo Woo-ri (2016-presente)
- Ju Ji-hoon (2011-presente)
- Jung Hae-na
- Jung Joong-ji
- Jung Ryeo-won (2012-presente)
- Kim Dong-wook (2016-presente)
- Kim Eun-yeon
- Kim Hee-chan
- Lee Kang-min
- Kim Hye-in
- Kim Hyun-joong (2010-presente)
- Kim Jung-wook
- Kim Min-suk
- Kim Seo-Hyung
- Kim Soo-hyun (2010-presente)
- Kim Soo-yeon
- Kim Sun-ah (2015-presente)
- Kwon Si-hyun
- Lee Jae-won
- Lee Se-na
- Oh Seo-mi
- Park Su-bin (2018-presente)
- Park Soo-jin (2014-presente)
- Park Sun-ah
- Ryu Sang-wook
- Seo Dong-gun
- Shin Ye-eun
- So Yi-hyun (2010-presente)
- Son Dam-bi (2015-presente)
- Son Hyun-joo (2015-presente)
- Uhm Jung-hwa (2015-presente)
- Yeo Eui-zu
- Yoon Soo-jin
- Won Hye-jung
- Woo Do-hwan
- Zheng Ji Hwan
- Park Seo-joon

## Subsidiárias

### Music K Entertainment
- Hong Jin-young
- Kim Ju-na
- IZ

### Content Y
«Sítio oficial»
- Park Seo-joon[3]
- Han Ji-hye
- Hong Soo-hyun
- Lee Da-in
- Lee Hyun-woo
- Goo Hara
- Lee Ji-hoon
- Seo Hyo-rim (2017-presente)